# 15.ª División SS de granaderos
La 15.ª División de Granaderos SS (en alemán: 15. Waffen-Grenadier-Division der SS) 
fue una división de infantería de la Waffen-SS durante la Segunda Guerra Mundial. Fue formada en febrero de 1943 y junto a su unidad hermana, la 19.ª división SS de granaderos formaban la Legión Letona.

## Historia
Tras una exitosa campaña de reclutamiento en la Reichskommissariat Ostland y la formación de los batallones de policía lituanos, Heinrich Himmler formó la Legión Letona en enero de 1943. Sin embargo, el pequeño tamaño de estas legiones era inadecuado para un uso generalizado y pronto fueron reconvertidas en divisiones. En febrero de 1943 la Lettische SS-Freiwilligen-Legion fue renombrada a Lettische SS-Freiwilligen-Division recibiendo algo más tarde la designación de 15.ª. 
Para reforzar sus filas, Himmler instauró durante 1943  el servicio militar obligatorio en los estados Bálticos para todos aquellos nacidos entre 1915-24. En 1944 el reclutamiento obligatorio se extendió a los nacidos entre 1904-26. Estos reclutas letones formarían el núcleo de la Legión Letona con la 15.ª(1ºLetona) y 19.ª(2ºLetona)  división SS de granaderos. Justo a tiempo para formar parte en la ofensiva soviética de 1944.
La 15.ª SS de granaderos luchó en el sistema de defensas polaco conocido como el Muro de Pomerania y allí  fue atrapada y diezmada en su desesperada defensa de Pomerania.
Tras la guerra algunos soldados de la división fueron acusados de asesinar a 32 soldados polacos (atados con alambres y quemados vivos). Sin embargo, el asesinato de prisioneros de guerra polacos (disparados y no quemados vivos) fue probablemente llevado a cabo por otras unidades como la 23.ª División de Granaderos Voluntarios SS Nederland o la Kampfgruppe Scgheibe, SS-Ostubaf
La división luchó bien en los últimos meses de la guerra y un batallón de fusileros supervivientes tomaron parte en la Defensa de Berlín a mediados de 1945. Otros remanentes de la 15.ª División se rindieron a los americanos en Güterglück cerca del río Elba.    

## Comandantes
- SS-Brigadeführer und Generalmajor Peter Hansen  (25 de febrero de 1943 - 1 de mayo de 1943)
- SS-Gruppenführer und Generalmajor Carl Friedrich von Pückler-Burghauss (1 de mayo de 1943 - 17 de febrero de 1944)
- SS-Oberführer Nikolaus Heilmann (17 de febrero de 1944 - 21 de julio de 1944)
- SS-Oberführer Herbert von Obwurzer (21 de julio de 1944 - 26 de enero de 1945)
- SS-Oberführer Adolf Ax (26 de enero de 1945 - 15 de febrero de 1945)
- SS-Oberführer, más tarde, Brigadeführer und Generalmajor Karl Burk (15 de febrero - 2 de mayo de 1945)[5]

## Orden de Batalla
- Waffen Regimiento de Granaderos SS 32
- Waffen Regimiento de Granaderos SS 33
- Waffen Regimiento de Granaderos SS 34
- Waffen Regimiento de Artillería SS 15
- Waffen Batallón de fusileros SS 15
- Waffen Batallón Antiaéreo SS 15
- Waffen Batallón de Señales SS 15
- Waffen Pionier Batallón of SS 15
- Waffen Batallón Panzerjäger SS 15
- SS Batallón Médico 15
- SS Tropa de suministros 15
- SS Departamento de correos 15
- SS Compañía Veterinaria 15
- SS Wirtschafts Batallón 15
- SS Bau Regimiento 1 de 15. SS-División
- SS Bau Regimiento 2 de 15. SS-División
- SS Feldersatz Batallón 15
- SS Waffen Feldgendarmerie  15
- SS Tropa corresponsal de guerra 15[6]